# Csurgó
Csurgó (prej Somogy-Csurgó, hrvaško: Čurguj / Čurgov) je mesto na Madžarskem, ki upravno spada v podregijo Csurgói Šomodske županije.